# 나가노 쇼지
나가노 쇼지(일본어: 永野 将司, 1993년 3월 2일~)는 일본의 프로 야구 선수이며, 현재 퍼시픽 리그인 지바 롯데 마린스의 소속 선수(투수)이다. 오이타현 하야미군 야마가정 출신이다.

## 인물

### 프로 입단 전
야마가 정립 야마가 초등학교(현: 기쓰키 시립 야마가 초등학교) 2학년 때부터 ‘야마가 소년 야구 클럽’에서 연식 야구를 시작했고 야마가 정립 야마가 중학교(현: 기쓰키 시립 야마가 중학교) 재학 당시에는 투수로서 연식 야구부에 소속돼 있었다. 오이타 현립 히지요코쿠 고등학교(현: 오이타 현립 히지 종합고등학교)에 진학한 후에는 우익수 겸 팀의 두 번째 투수로 활약했다. 3학년 때인 3번 타자 겸 우익수로 출전한 제92회 전국 고등학교 야구 선수권 하계 오이타 대회에서는 구니사키 고등학교를 상대로 팀에선 유일하게 안타를 때려냈고 투수로서는 팀의 두 번째 투수로 등판하여 3과 1/3이닝의 무실점으로 막아냈지만 팀은 탈락했다. 결국 한신 고시엔 구장에서의 전국 대회와는 인연이 없었다.
대학은 규슈 국제대학에 진학한 후에는 주로 마무리 투수로서 활약했지만 4학년 때 왼쪽 팔꿈치에 인대가 끊어지는 큰 부상을 입었고 졸업 후 간사이 지방에 위치한 회사내 야구부에서의 활동을 계속하기로 정해져 있었지만 팔꿈치 인대 접합 수술(토미 존 수술)을 받은 영향으로 입사가 취소됐다. 이 일 때문에 졸업 후에는 기업이나 팀에 소속되지 않았고 1년 반 동안 재활에 전념했다.
‘좌완 투수가 필요하다’라는 혼다 경식 야구부의 요청에 따라 이 회사의 야구부 연습에 참가했고 2016년에 혼다에 입사했다. 입사 후에도 재활에는 반 년이 걸렸고 입사 2년차인 2017년 7월 16일에 열린 도시 대항 야구 대회 1차전(대 JR 시코쿠전)에 구원으로 등판했다. 이 대회에서는 직구로 승부하여 최고 속도 152km/h를 기록했다. 당시 팀 동료로는 기나미 세이야와 사이토 유키야가 있다.
2017년 10월 26일에 열린 프로 야구 드래프트 회의에선 지바 롯데 마린스로부터 6순위 지명을 받았다. 그 후 11월 20일에 계약금 3,000만 엔과 연봉 770만 엔(금액은 추정치)이라는 조건으로 가계약을 맺었고 등번호는 62번으로 결정됐다. 또한 학생 시절에 소프트볼 투수로 활약했던 여성과 가계약 전날(11월 19일)에 결혼했기 때문에 12월 5일에 가진 입단 기자회견장에 이 여성도 동행했다.

### 프로 입단 후
2018년, 정규 시즌 개막을 앞두고 열린 시범 경기에서는 3월 6일 요미우리 자이언츠전, 3월 14일 오릭스 버펄로스전에서 1군 무대에 등판했지만 두 경기 모두 실점을 내주는 등의 부진한 모습을 보였고 시즌 개막은 2군에서 맞이했다. 5월 20일, 이스턴 리그(2군)인 요코하마 DeNA 베이스타스전에서 2군 공식전에서 첫 등판하였고 그 후 9경기 연속 무실점을 기록하는 등의 결과를 남겼다. 10월 4일에 ZOZO 마린 스타디움에서 열린 사이타마 세이부 라이온스전에서 6회초에 팀의 2번째 투수로 구원 등판해 1이닝을 무실점으로 막아내는 등 1군 공식전에서의 첫 등판을 이뤘다.

## 선수로서의 특징
역동감이 없는 투구폼을 선보이면서도 150km/h의 직구를 던지는 구원 후보로 꼽히고 있다. 최고 구속은 154km/h이다.

## 상세 정보

### 출신 학교
- 오이타 현립 히지요코쿠 고등학교
- 규슈 국제대학

### 선수 경력
사회인 시대
- Honda

프로팀 경력
- 지바 롯데 마린스(2018년~)

### 개인 기록
- 첫 등판 : 2018년 10월 4일, 대 사이타마 세이부 라이온스 25차전(ZOZO 마린 스타디움), 6회초에 2번째 투수로서 구원 등판, 1이닝 무실점
- 첫 탈삼진 : 2018년 10월 6일, 대 도호쿠 라쿠텐 골든이글스 24차전(라쿠텐 세이메이 파크 미야기), 8회말에 우치다 야스히토로부터 헛스윙 삼진[11]

### 등번호
- 62(2018년~)

### 연도별 투수 성적
| 연 도      | 소 속      | 등 판 | 선 발 | 완 투 | 완 봉 | 무 4 구 | 승 리 | 패 전 | 세 이 브 | 홀 드 | 승 률 | 타 자 | 이 닝 | 피 안 타 | 피 홈 런 | 볼 넷 | 고 4 | 몸 맞 | 탈 삼 진 | 폭 투 | 보 크 | 실 점 | 자 책 점 | 평 자 책 | W H I P |
| ---------- | ---------- | ----- | ----- | ----- | ----- | ------- | ----- | ----- | -------- | ----- | ----- | ----- | ----- | -------- | -------- | ----- | ---- | ----- | -------- | ----- | ----- | ----- | -------- | -------- | ------- |
| 2018년     | 지바 롯데  | 4     | 0     | 0     | 0     | 0       | 0     | 0     | 0        | 0     | ----  | 15    | 4.0   | 1        | 0        | 4     | 0    | 0     | 3        | 0     | 0     | 0     | 0        | 0.00     | 1.25    |
| 통산 : 1년 | 통산 : 1년 | 4     | 0     | 0     | 0     | 0       | 0     | 0     | 0        | 0     | ----  | 15    | 4.0   | 1        | 0        | 4     | 0    | 0     | 3        | 0     | 0     | 0     | 0        | 0.00     | 1.25    |

- 2018년 시즌 종료 기준